# Ventavon
Ventavon település Franciaországban, Hautes-Alpes megyében. Lakosainak száma 560 fő (2022. január 1.). Ventavon Claret, Thèze, Barcillonnette, Esparron, Lazer, Monêtier-Allemont, Savournon, Upaix és Garde-Colombe községekkel határos.

## Népesség
A település népessége az elmúlt években az alábbi módon változott:
| Lakosok száma | 396  | 362  | 398  | 498  | 498  | 520  | 575  | 584  | 599  | 560  |
|               | 1968 | 1982 | 1990 | 2006 | 2013 | 2015 | 2017 | 2019 | 2020 | 2022 |